# لوتر اچ اوانس

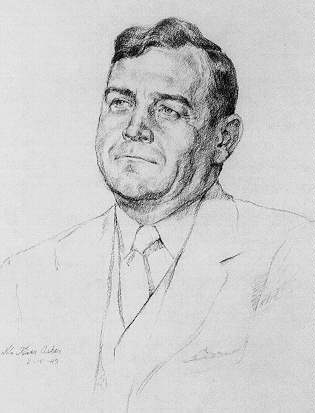
لوتر اوانس

لوتر هریس اوانس (به انگلیسی: Luther Harris Evans) ( تولد : ۱۳ اکتبر ۱۹۰۲ -مرگ :۲۳ دسامبر ۱۹۸۱) دهمین کتابدار کتابخانه ملی کنگره آمریکا بود . وی از سال ۱۹۴۵ تا ۱۹۵۴ در این سمت بود .